# Werner Kniesek

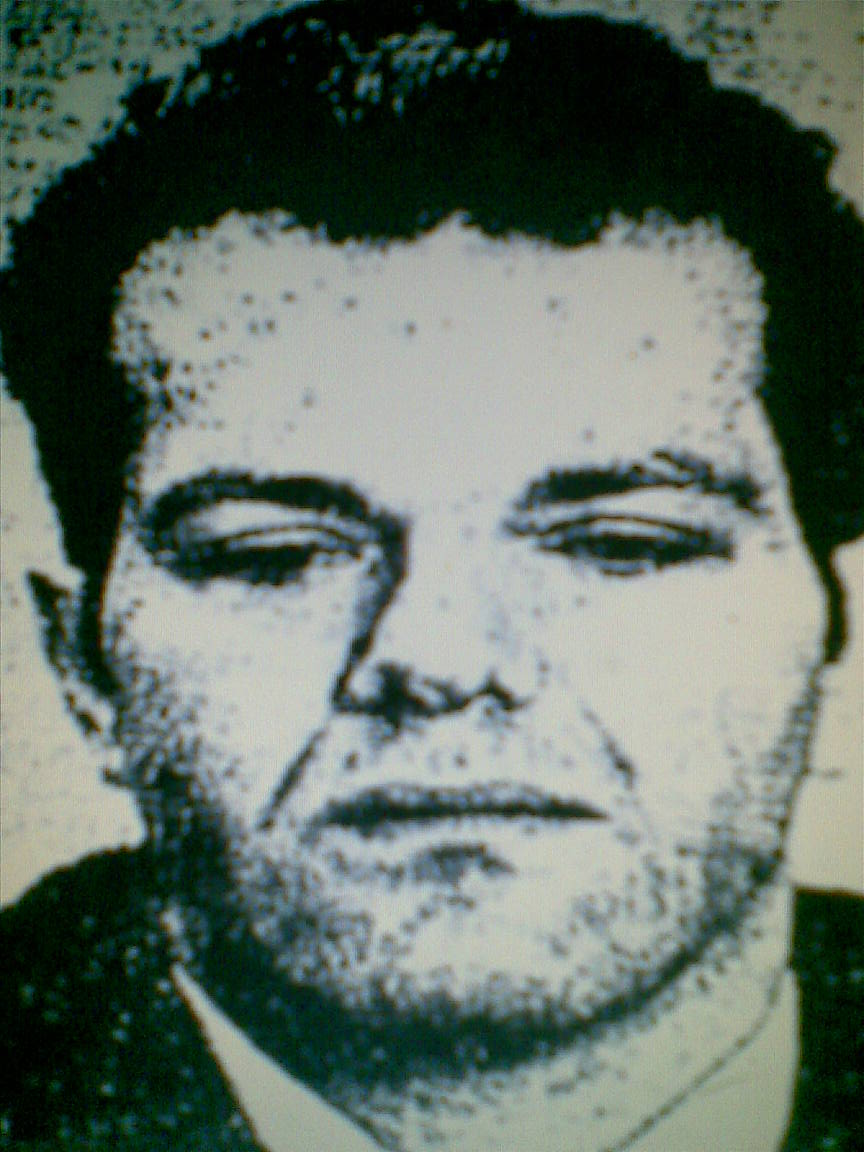
Werner Kniesek

Werner Kniesek (* 17. November 1946 in Salzburg) ist ein österreichischer Mehrfachmörder, der als einer der gefährlichsten Straftäter in die österreichische Kriminalgeschichte einging. Der unter anderem wegen zwei Mordversuchen vorbestrafte Kniesek folterte und tötete während eines Haftausganges drei Mitglieder einer Familie im niederösterreichischen St. Pölten. Am 4. Juli 1980 wurde er vom Landesgericht St. Pölten zu lebenslanger Haft und Einweisung in eine Anstalt für geistig abnorme Rechtsbrecher verurteilt.

## Erste Verbrechen und Haftzeit
Kniesek wurde am 29. Januar 1963 durch das Landesgericht Salzburg nach den Bestimmungen des Jugendgerichtsgesetzes wegen mehrerer Diebstähle und versuchten Mordes an seiner Mutter, die er mit mehreren Messerstichen lebensgefährlich verletzt hatte, zu einer Rahmenstrafe von zwei bis vier Jahren Arrest verurteilt. Nach einer Reihe weiterer Verurteilungen, meist wegen Diebstahls, wurde Werner Kniesek mit Urteil des Landesgerichtes Salzburg vom 4. April 1973 erneut wegen Mordversuchs an einer Frau in Salzburg, die er an ihrer Haustüre scheinbar motivlos mit Pistolenschüssen lebensgefährlich verletzt hatte, sowie Diebstählen zu siebeneinhalb Jahren schweren Kerkers verurteilt. Der gerichtlich bestellte Sachverständige, Primarius Dr. Hesse, hatte sowohl in dem Strafverfahren wegen des Mordversuchs an der
Mutter im Jahre 1963, als auch in dem der letzten Verurteilung zugrunde liegenden Strafverfahren, die Zurechnungsfähigkeit des Angeklagten festgestellt. Auch ein anderer gerichtlich bestellter Sachverständiger bestätigte in einem in der Zwischenzeit geführten Strafverfahren in seinem schriftlichen Gutachten im Mai 1969 trotz der psychopathischen Wesensart und Haltlosigkeit, wie es im Gutachten hieß, die Zurechnungsfähigkeit des Beschuldigten. Das Klassifikationsteam beim Bundesministerium für Justiz bestimmte daraufhin am 17. September 1973 für den Vollzug der Freiheitsstrafe die Strafvollzugsanstalt Garsten ohne weitere Auflagen. Nach dem Bericht des Anstaltsleiters hatte Kniesek durch sein Verhalten während seiner rund siebenjährigen Haft in Garsten niemals einen Anlass gegeben, ihn dem Anstaltspsychiater vorzustellen. Der Nationalratsabgeordnete und spätere Innenminister Karl Blecha teilte während einer Parlamentsdebatte am 23. Januar 1980 mit, dass Kniesek laut vorliegenden Unterlagen während seiner Haft immer unauffällig, angepasst und bemüht war, dort besonders als Angepasster zur Kenntnis genommen zu werden. Es habe keine Probleme mit ihm gegeben.
Eine vorzeitige, bedingte Entlassung des Werner Kniesek wurde jedoch mit Beschluss des Kreisgerichts Steyr vom 6. Juli 1977 aufgrund dessen Vorlebens und seiner aus den Straftaten ersichtlichen Persönlichkeit abgelehnt, da das Gericht nicht annehmen konnte, dass Kniesek in Freiheit keine strafbaren Handlungen mehr begehen werde. Zu diesem Zeitpunkt verbrachte Kniesek bereits rund 15 Jahre seines Lebens in Untersuchungs- und Strafhaft sowie 13 Monate in einem Arbeitshaus. Da eine bedingte Entlassung Werner Knieseks abgelehnt wurde, war für den Entlassungsvollzug das urteilsmäßige Strafende 14. Februar 1980 maßgebend. Kniesek wurde daher am 14. August 1979 für eine Dauer von sechs Monaten in den Entlassungsvollzug überstellt. Am 15. Januar 1980 konnte er einen dreitägigen Ausgang antreten, um Angelegenheiten zu ordnen, die für den Übergang in die Freiheit von Bedeutung sind. Die Strafvollzugsanstalt Garsten hatte nach dem Antrag Knieseks auf Gewährung eines Ausganges im Rahmen des Entlassungsvollzuges eine schriftliche Bestätigung seiner Ehefrau erhalten, dass dieser bei ihr wohnen könne und diese auch für seinen Unterhalt aufkommen werde. Die im Gesetz beschriebenen Voraussetzungen wurden vom Anstaltsleiter als gegeben erachtet. Dabei war zu berücksichtigen, dass der Ausgang unmittelbar vor dem urteilsmäßigen Strafende gesetzlich vorgesehen ist und hier auch gewährt wurde. Von der Gewährung des Ausganges wurde die Bundespolizeidirektion Salzburg am 10. Januar 1980 verständigt.

## Dreifachmord von St. Pölten
Mit dem Geld, das Werner Kniesek laut eigener Aussage durch illegal hergestellten Schnaps im Gefängnis erhalten hatte, kaufte er sich in Wien eine Gaspistole und fuhr am 16. Januar 1980 mit dem Zug nach St. Pölten, wo er sich als Teppichvertreter ausgab und von einem Taxi zur Siedlung Am Kupferbrunnberg bringen ließ. Willkürlich drang er in die Villa der Familie Altreiter in der Fuchsenkellerstraße ein, wo er den seit seinem dritten Lebensjahr im Rollstuhl sitzenden 26-jährigen Walter antraf und diesen festhielt. Als am Abend dessen 55-jährige Mutter Gertrude und seine 24-jährige Schwester Ingrid nach Hause kamen, wurden sie von Kniesek im Flur überwältigt und gefesselt. Da die Mutter an einen Raubüberfall glaubte, stellte sie dem Täter einen Scheck über 20.000 Schilling aus. 
Kurz darauf folterte und erwürgte Kniesek den Sohn mit bloßen Händen, zerrte die Leiche aus dem Rollstuhl zu dessen Mutter, folterte auch diese und erdrosselte sie drei Stunden später mit einer Schlinge. Ingrid Altreiter wurde von Kniesek zwischen sieben und elf Stunden lang misshandelt und dann ebenfalls erdrosselt. Ihr Körper war mit Striemen, Hämatomen und dutzenden Brandmalen übersät. Vor ihrem Tod hatte sie noch auf einen Anruf ihres Verlobten reagiert, wobei sie sagte, sich in Eile zu befinden, keine Zeit zu haben und auch ein kommendes Treffen absagen zu müssen. Auch die Katze der Familie tötete er, laut eigener Aussage, um das Töten seiner späteren Opfer vorher auszuprobieren. Danach legte er sich nieder und schlief neben seinen Opfern ein. Eine 21-jährige Untermieterin überlebte möglicherweise nur deshalb, weil sie ihren freien Tag mit einem Arbeitskollegen getauscht hatte und daher nicht zu Hause war. Laut den Gerichtsmedizinern, welche den Obduktionsbericht erstellten, mussten die drei Opfer „unendliche Qualen“ ausgestanden haben. Gertrude Altreiter wurde durch Kniesek zur Einnahme ihrer Herztropfen gezwungen, damit sie nicht das Bewusstsein verliert und die Todesqualen besser erlebte.

## Aufklärung und Verurteilung
Am nächsten Morgen packte Werner Kniesek die drei Leichen in den Kofferraum des Mercedes der Familie und unternahm mit dem eingelösten Scheck eine Einkaufstour. In Karlstetten besuchte Kniesek eine Gaststätte und machte sich verdächtig, als einigen Leuten die große Bargeldmenge des wortkargen Mannes auffiel, der noch dazu schwarze Handschuhe trug, die er die ganze Mahlzeit über nicht auszog. Zudem erkundigte er sich über die nächste Autobahnauffahrt. 
Ein Angestellter notierte sich das Kennzeichen des Mercedes und alarmierte die Gendarmerie, die daraufhin zum Anwesen der Altreiters fuhr und ein eingeschlagenes Fenster entdeckte. Da auch von den drei Hausbewohnern jede Spur fehlte, wurde eine österreichweite Fahndung nach dem Wagen und der Familie eingeleitet. Kurz vor Mitternacht fand eine Funkstreife den Wagen am Salzburger Südtiroler Platz und konnte den zum Fahrzeug zurückkehrenden Kniesek verhaften. Bei der Durchsuchung des Fahrzeuges wurden dann die drei Leichen im Kofferraum entdeckt. 
Nach zwei Tagen gestand Kniesek schließlich, die Familie Altreiter aus reiner Lust am Töten ermordet zu haben. Die Morde dienten nur seiner geistigen Befriedigung und er könne weitere Tötungsdelikte nicht ausschließen. Die Familie Altreiter wurde laut Ermittlern zufällig zu seinen Opfern. Kniesek hatte nämlich vor dem Mord am Haus einer Baumeisterfamilie angeläutet und sich nach der Adresse eines Doktors erkundigt, den es dort nicht gab. Der anwesende Hund soll ihn laut dem St. Pöltner Polizeikommandanten jedoch abgeschreckt haben. In einer Zelle des Salzburger Landesgerichts soll Kniesek versucht haben, sich selbst umzubringen, in dem er sich die Pulsadern aufzubeißen versuchte. Er wurde jedoch von Justizbeamten daran gehindert. 
Werner Kniesek wurde mit Beschluss des Untersuchungsrichters des Kreisgerichts St. Pölten vom 13. März 1980 gemäß § 50 Krankenanstaltengesetz zur Untersuchung und Beobachtung seines Geisteszustandes in das Psychiatrische Krankenhaus der Stadt Wien, Baumgartner Höhe, Pavillon 23, eingewiesen. Seine Rückverlegung in das kreisgerichtliche Gefangenenhaus St. Pölten erfolgte am 15. April 1980. Die Staatsanwaltschaft St. Pölten brachte am 3. Juni 1980 die Anklageschrift gegen Werner Kniesek wegen dreifachen Mordes ein und beantragte die Einweisung in eine Anstalt für geistig abnorme Rechtsbrecher. Das Landesgericht St. Pölten folgte dem Antrag der Staatsanwaltschaft und verurteilte Werner Kniesek am 4. Juli 1980 zu lebenslanger Haft und Einweisung in eine Anstalt für geistig abnorme Rechtsbrecher.

## Auswirkung auf den Strafvollzug
In einer Pressekonferenz nahm Justizminister Christian Broda zum Fall Werner Kniesek Stellung und betonte, wie wichtig eine wissenschaftliche, ärztliche Beratung im Strafvollzug sei und dass, wenn Kniesek nach dem 1. Januar 1975 verurteilt worden wäre, sich dieses Verbrechen wohl nicht ereignet hätte. Zu diesem Zeitpunkt war nämlich der Begriff der Unzurechnungsfähigkeit so erweitert worden, dass Täter wie Kniesek in einer Anstalt für geistig abnorme Rechtsbrecher untergebracht werden konnten und zwar auch über den Ablauf ihrer urteilsmäßig erhaltenen Strafe hinaus. Da es in Österreich laut Rechtsstaatlichkeit keine rückwirkenden Gesetze gibt, konnten gefährliche Häftlinge wie Kniesek nicht nachträglich in den Maßnahmenvollzug aufgenommen werden.
Daher wurde eine neunköpfige Arbeitsgruppe gebildet, welche Strafgefangene erfassen sollte, die zwar nach dem bis 1975 bestehenden Strafgesetz verurteilt worden sind, dem neuen Strafgesetz nach aber in die Gruppe geistig abnormer Rechtsbrecher fallen könnten und potenzielle Rückfallstäter sind. Diese könnten dann zwar ebenfalls nicht nachträglich in den Maßnahmenvollzug überstellt werden, würden jedoch ihre Reststrafe in einer Sonderanstalt verbüßen.
Broda teilte während einer Parlamentsdebatte am 23. Januar 1980 mit, dass im Herbst 1980 mit dem Bau der Justizanstalt Göllersdorf für nicht zurechnungsfähige, geistig abnorme Rechtsbrecher und ebenfalls noch 1980 mit dem Ausbau der Justizanstalt Wien-Mittersteig für zurechnungsfähige, geistig abnorme Rechtsbrecher begonnen werde.

## Verbleib
Kniesek wurde 2018 erneut in die Justizanstalt Stein eingewiesen. Eine bedingte Entlassung wurde vom Landesgericht Krems an der Donau mit Beschluss vom 24. Januar 2025 abgelehnt und der Beschwerde dagegen mit Beschluss des Oberlandesgerichtes Wien vom 14. Februar 2025 nicht stattgegeben.

## Verfilmung
Der Film Angst von Gerald Kargl beruht auf den Verbrechen von Werner Kniesek.
Am 9. Juli 2025 erfolgte unter dem Titel Brutaler Dreifachmord – Der Fall Kniesek die Ausstrahlung einer Folge der Reihe Fahndung Spezial bei ServusTV.